# Leon R. Taylor
Leon R. Taylor, född 26 oktober 1883, död 1 april 1924, var en amerikansk politiker och guvernör i New Jersey.

## Tidigt liv
Taylor föddes i Asbury Park, New Jersey. Han studerade vid Denison University i Ohio, läste juridik och blev sedan advokat i New Jersey. 

## Politisk karriär
Taylor var medlem av Demokraterna. Han valdes till tre mandatperioder i New Jerseys representanthus och valdes till talman där. När James Fairman Fielder blev tillförordnad guvernör i sin egenskap av talman i New Jerseys senat blev Taylor näste man i ordningen att ta över som guvernör såsom talman i representanthuset. Fielder avgick från posten som tillförordnad guvernör den 28 oktober 1913, därför att han ville ställa upp i guvernörsvalet samma höst och delstatens grundlag förbjöd sittande guvernörer från att kandidera i detta val. Taylor blev då tillförordnad guvernör och tjänstgjorde till den 20 januari 1914. Fielder, som hade vunnit valet, återkom då som guvernör och satt en hel mandatperiod.
Taylor avled den 1 april 1924 i Denver, Colorado.